# Gestel
Gestel é uma comuna francesa na região administrativa da Bretanha, no departamento Morbihan. Estende-se por uma área de 6,26 km². Em 2010 a comuna tinha 2 756 habitantes (densidade: 440,3 hab./km²).